# Quebracho (Cerro Largo)
Quebracho est une localité uruguayenne du département de Cerro Largo.

## Localisation
Quebracho se situe dans le centre-ouest du département de Cerro Largo, à proximité de l' arroyo Coimbra. On y accède par un chemin vicinal depuis Cerro de las Cuentas, localité dont elle est distante de 19 km.

## Population
| 2011 |
| ---- |
| 70   |

## Source
- (es) Cet article est partiellement ou en totalité issu de l’article de Wikipédia en espagnol intitulé « Quebracho (Cerro Largo) » (voir la liste des auteurs).